# 横浜シティ・エア・ターミナル
横浜シティ・エア・ターミナル（よこはまシティ・エア・ターミナル）は、神奈川県横浜市西区高島（横浜駅東口）の横浜スカイビル1階にある、成田国際空港・東京国際空港へのリムジンバスと高速バスが発着するバスターミナルである。略称はYCAT（ワイキャット）。
東京シティエアターミナル（T-CAT）、大阪シティエアターミナル（OCAT）と比較して規模は小さいが、大規模ターミナル駅の横浜駅から地下街ポルタで直結する利便性もあり利用客は多い。

## 概要

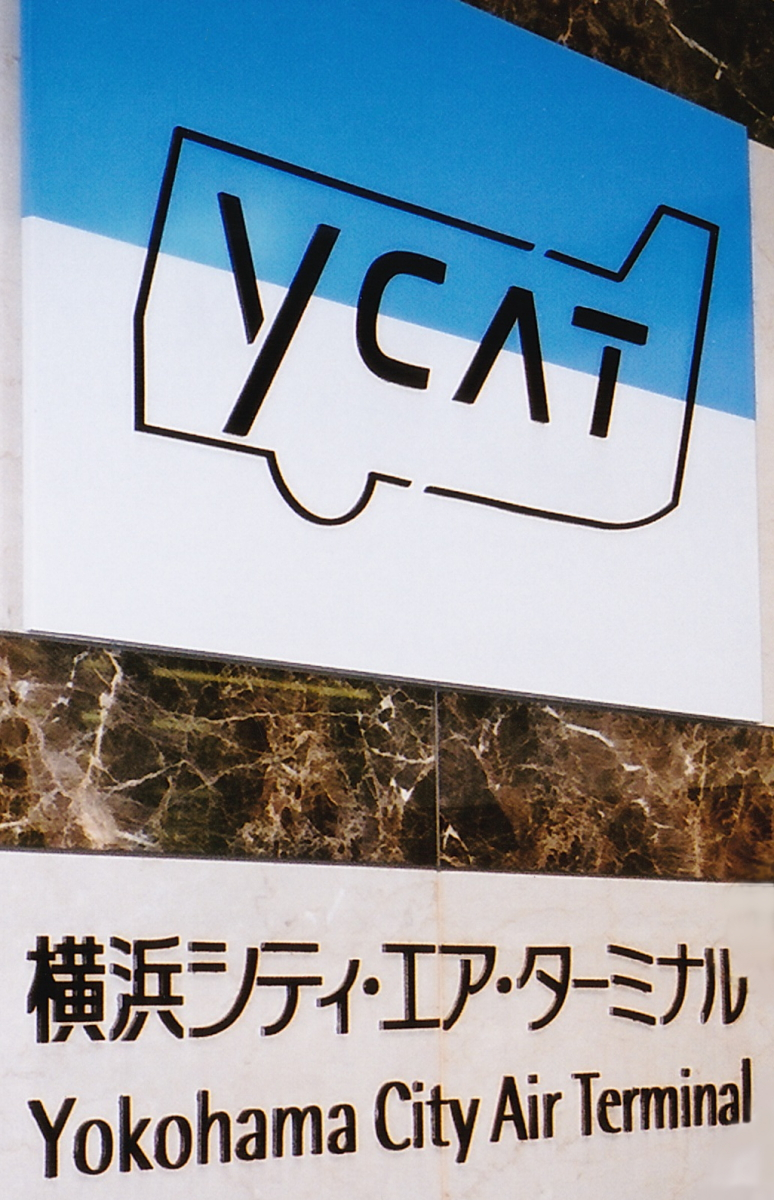
YCATロゴ看板

### 所在地・アクセス
- 所在地：神奈川県横浜市西区高島2 横浜スカイビル1階
- JR線・京急本線・東急東横線・相鉄本線・横浜市営地下鉄ブルーライン・横浜高速鉄道みなとみらい線、横浜駅東口から徒歩5分
- 横浜駅東口地下街横浜ポルタで横浜駅と直結
- そごう横浜店1階の横浜駅東口バスターミナルに隣接

### 設備
- 売店 「YCATショップ」（6:30 - 18:30、月末のみ15:00まで）
- 外貨両替 「トラベレックス」（10:00 - 19:00）
- スターバックス横浜スカイビル店（7:00 - 22:00）
- 手荷物一時預かり所、コインロッカー

#### 廃止された設備
- 航空カウンター
  - 日本航空（JAL）
  - 全日本空輸（ANA）

搭乗手続きや旅行券の販売業務も行っていたが、日本航空・全日空とも2011年3月31日をもって業務終了した。
- トラベルセンター
旅行会社カウンター。国内旅行・海外旅行の斡旋も行っていたが、こちらも2011年3月31日をもって営業終了した。
- 喫茶店 「YCATカフェ」
2011年9月30日をもって営業終了。

### タクシー乗り場
神奈川都市交通が幹事会社となり、同社のほか平和交通、京急横浜自動車、金港交通、湘南交通のタクシー事業者5社で協定を結び、YCATからの乗車分についてタクシーチケットを相互に提携している。1週間程度ごとに優先的に入構する事業者を輪番制で決め、各社からポーターを派遣している。

## 歴史

### ポートサイド時代

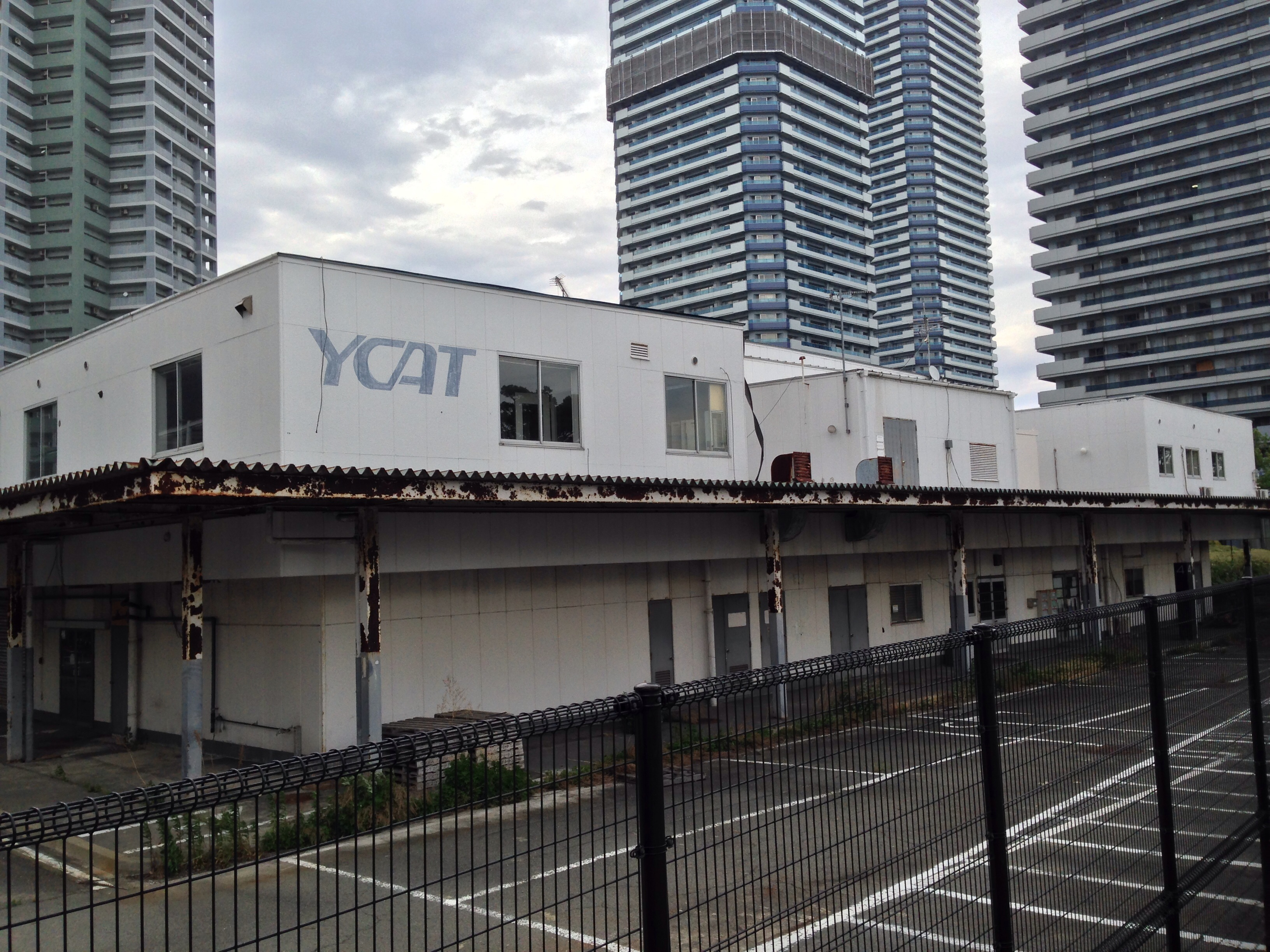
ポートサイド地区内に所在した旧YCATの建物
（2014年5月撮影、建物は2017年度に解体）

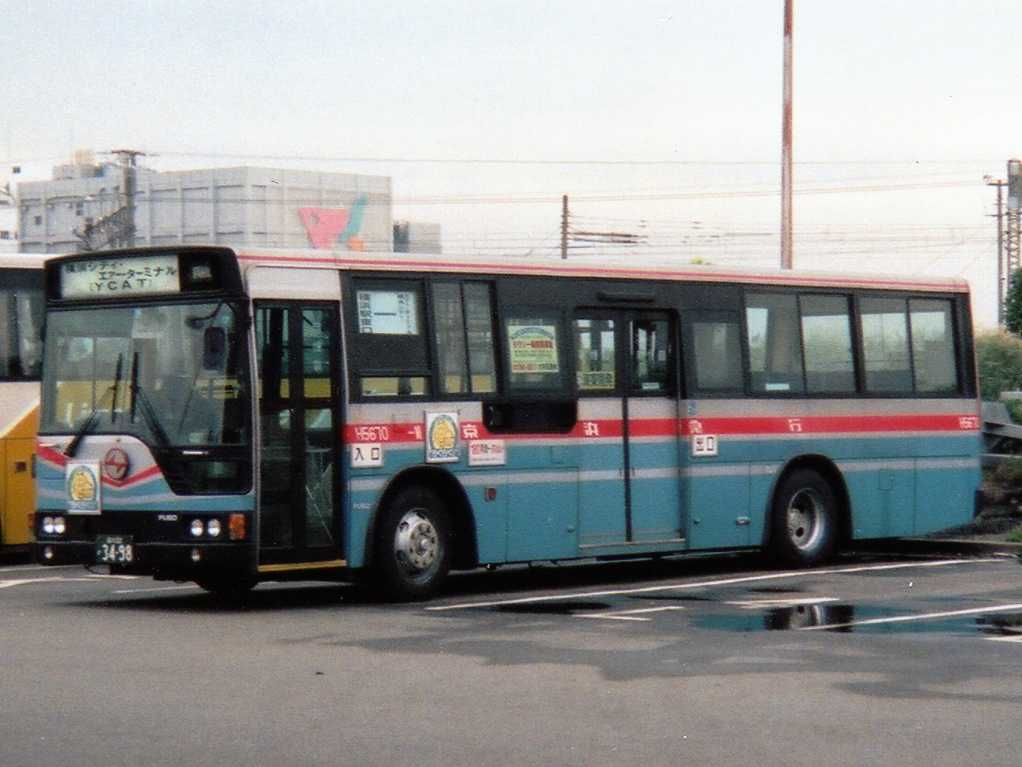
京浜急行電鉄の試作ノンステップバス
横浜駅東口 - YCATの直行シャトルバスに投入された。

成田国際空港の開港に伴う高速バス路線の整備を目的として、横浜港に面した再開発地区「ポートサイド地区」に建設され、1979年12月3日にポートサイド公園の隣地、横浜市神奈川区大野町1-24 に開設された。横浜駅東口からは約1km離れた場所にあった。
京浜急行電鉄（現：京浜急行バス）は、開業翌日の12月4日から新東京国際空港への旅客限定バスを運行開始。翌1980年5月11日からは横浜駅東口 - YCATの直行バスを運行開始した。この際にシャトルバス専用車両としてマイクロバスの日産・シビリアン（1980年式、K-GHYC341、H8020号車ほか1台）が2台用意された。シビリアンは導入当初は青色だったが、赤白で「K.H.K.」のロゴマークが入った貸切塗装（旧塗装）に塗り替えられ、車体側面後方には「YCAT」の文字も書かれた。1986年（昭和61年）11月12日には関東初の試作大型ノンステップバスを横浜駅 - YCAT間のバスに投入した。
1992年10月1日、横浜市営バス（滝頭営業所）と京浜急行電鉄（杉田営業所）が共同運行する141系統（ポートサイド線、パシフィコ横浜 - 横浜駅 - ポートサイド）がYCATへの乗り入れを開始し、横浜駅前を経由してYCATとみなとみらい地区を結んでいた。なお、141系統は2004年1月31日に横浜市営バスが撤退して京急の単独運行となった後、2020年8月31日に廃止 されている。

### 2代目スカイビルへの移転

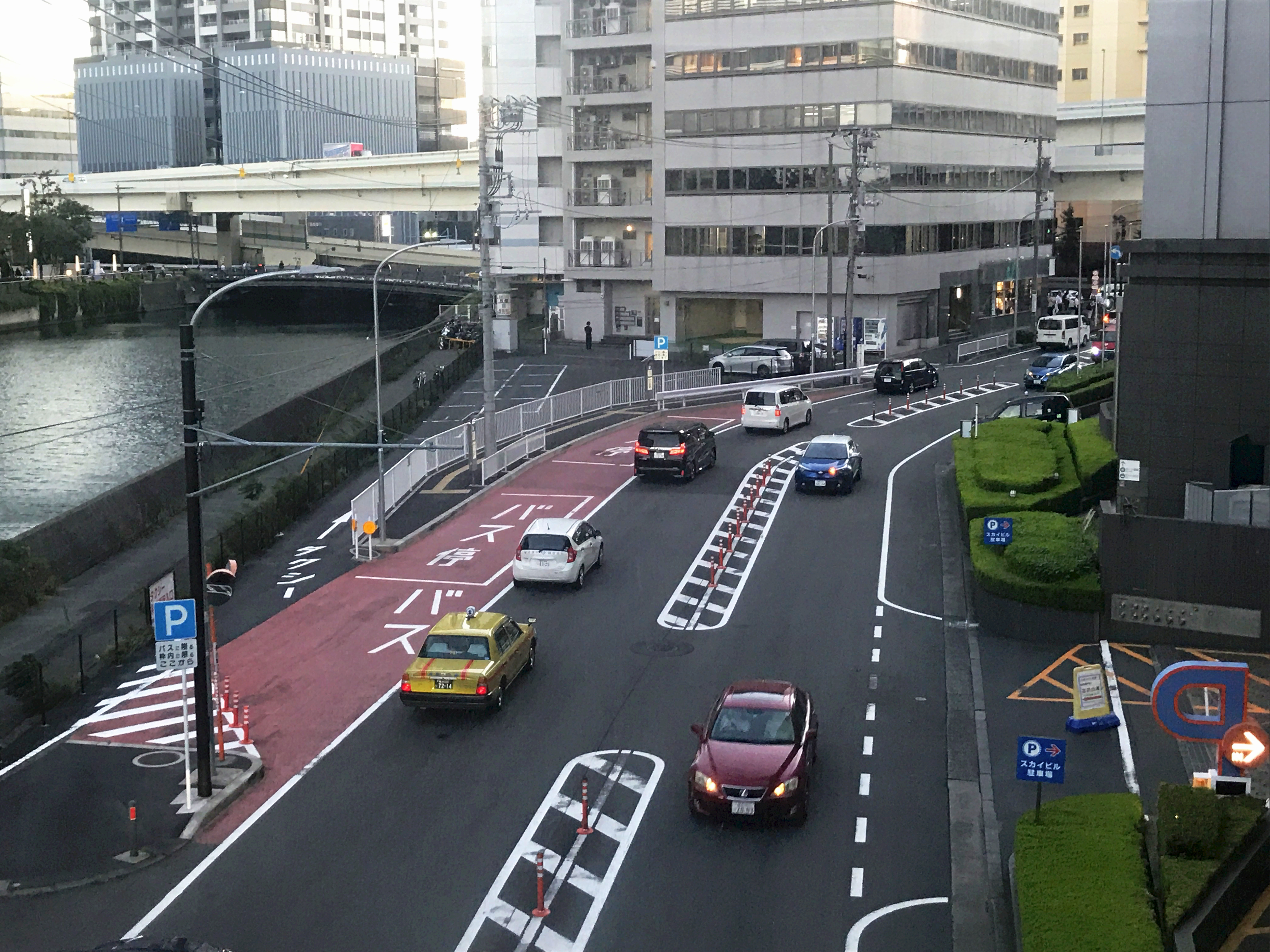
外周道路に所在する「横浜駅東口スカイビル (YCAT) 前バス停」
右側はYCATが入居する横浜スカイビル

横浜駅東口の駅前再開発に伴い、横浜スカイビルが建て替えられることになったのを機に、駅から遠かったポートサイド地区から移転することとなり、1996年9月2日、新築された2代目スカイビル1階に移転した。
隣の横浜新都市ビル（そごう横浜店）1階には「横浜駅東口バスターミナル」がある。また、横浜スカイビルの外周道路にも観光バスと一部の高速バスが使用するバス停留所「横浜駅東口スカイビル（YCAT）前」があるため、混同しないよう注意を要する。

### 2000年代以降
2011年3月31日をもって日本航空（JAL） と全日本空輸（ANA）の航空カウンターおよびトラベルセンターが営業終了し、空港業務の取り扱いがなくなったため、バスターミナルのみの営業となった。
このほか、2013年8月1日からの新高速乗合バス制度スタートに伴い、かつてのツアーバスから移行した高速バスの停留所の受け皿にもなっている。

## 乗入路線

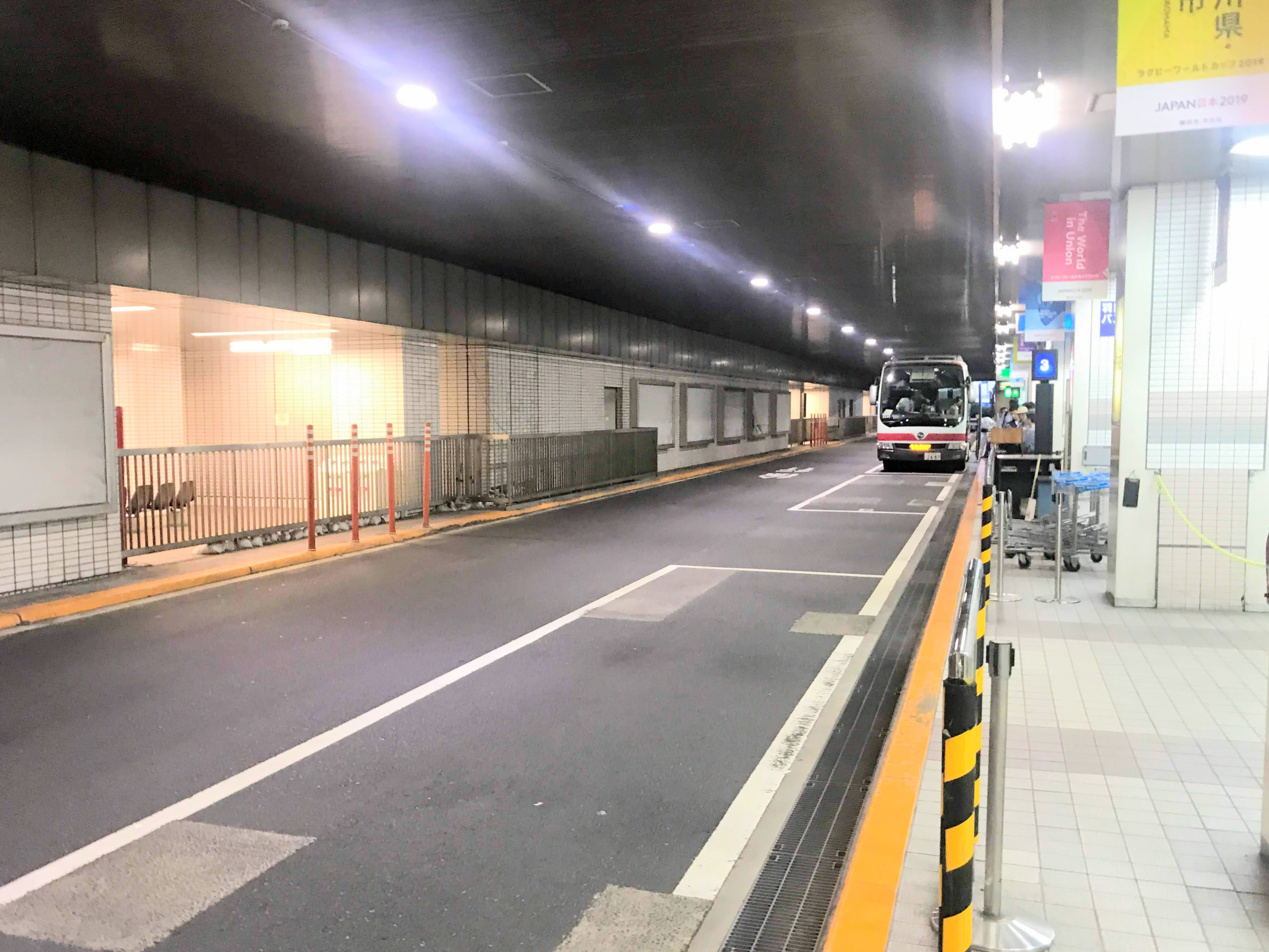
YCATのりば
左隣は横浜駅東口バスターミナル

### 昼行路線
- 空港リムジン
  - 羽田空港行、新整備場地区方面行 「横浜 - 羽田空港線」（京浜急行バス）
  - 成田空港行（京浜急行バス・京成バス・東京空港交通）
- 県内線
  - 東扇島地区（川崎マリエン・かわさきファズ）方面行 （京浜急行バス・川崎鶴見臨港バス）
  - 東扇島西地区方面行（同上）
  - 横須賀西部地区（湘南国際村・電力中央研究所・佐島マリーナ入口・横須賀市民病院・湘南佐島なぎさの丘）方面行（京浜急行バス）
  - 葉山方面行（京浜急行バス）
  - 横浜・八景島シーパラダイス行（京浜急行バス）
- 近距離高速バス
  - 幕張メッセ中央行 （京浜急行バス・京成バス）- 幕張メッセのイベント開催時運行
- 中距離高速バス
  - 静岡行「横浜ライナー号」（しずてつジャストライン）
  - 浜松行「横浜イーライナー」（遠州鉄道）
  - 御殿場プレミアムアウトレット行（フジエクスプレス）
  - 京都・大阪行「キラキラ号」（桜交通が運行）- 旧ツアーバスから移行した新高速乗合バス
  - スパリゾートハワイアンズ行「ハワイアンズエクスプレス」（横浜市営バス）- 宿泊者専用無料送迎バス。2013年4月1日運行開始
  - 伊東園ホテルズ 伊東・熱川・稲取・下田方面行 - 宿泊者専用有料バス。2025年3月1日運行開始

### 夜行路線
- 弘前・青森行「キラキラ号」（桜交通）
- 盛岡行「キラキラ号」（桜交通）
- 横手・秋田・能代行「キラキラ号」（桜交通）
- 富山・金沢・福井行「キラキラ号」（桜交通）
- 大町・白馬行（WILLER EXPRESS[注釈 2]）- 立山黒部アルペンルートの営業期間に合わせ季節運行
- 白馬行「白馬スノーマジック号」（アルピコ交通）- 冬季限定季節運行
- 新宿経由 富山・金沢・小松行（WILLER EXPRESS[注釈 3]）
- 富山・金沢・福井行「杉崎高速バス」（杉崎観光バス）
- 静岡・浜松行 「ドリーム静岡・浜松号」 （JR東海バス）
- 浜松行 「横浜イーライナー」 （遠州鉄道）
- 豊田・名古屋行（WILLER EXPRESS[注釈 4]）
- 豊橋・名古屋・白子行「JAMJAMライナー」（ジャムジャムエクスプレス）
- 名古屋行「ファンタジアなごや号」（京成バス・JR東海バス）
- 名古屋行「杉崎高速バス」（杉崎観光バス）
- 名古屋行（WILLER EXPRESS[注釈 4]）
- 名古屋・大垣・岐阜行「O.T.B.ライナー」（オー・ティー・ビー）
- 名古屋・松坂・伊勢行「あおぞらライナー」（青木バス）
- 四日市・津・鳥羽行「大宮・池袋 - 伊勢・鳥羽線」（西武観光バス・三重交通・三交伊勢志摩交通）
- 熊野・新宮・南紀勝浦行「大宮・池袋 - 南紀勝浦線」（西武観光バス・三重交通）
- 四日市・伊賀上野・名張行「いが号」（三重交通）
- 天理・奈良・王寺・五位堂駅行 「やまと号」（京成バス・奈良交通）
- 奈良・大阪行 「ナイトライナー」（東京富士交通）
- 京都・大阪行（WILLER EXPRESS[注釈 5]）
- 京都・大阪行「キラキラ号」（桜交通）
- 京都・大阪行「さくら高速バス」（桜交通・インフォマティック）
- 京都・大阪行「JAMJAMライナー」（ジャムジャムエクスプレス）
- 京都・大阪行「サンシャインエクスプレス」（サンシャインエクスプレス）
- 京都・大阪・神戸行「キラキラ号」（桜交通）
- 京都・大阪・神戸行「O.T.B.ライナー」（オー・ティー・ビー）
- 京都・大阪・神戸行「たびのすけ」（青垣観光バス）
- バスタ新宿経由 大阪・神戸（三宮）行（WILLER EXPRESS[注釈 3]）
- 大阪・神戸行「杉崎高速バス」（杉崎観光バス）
- 大阪・門真行（両備バス）- 季節運行
- 堺・和歌山行 「サウスウェーブ号」（京成バス千葉イースト・和歌山バス）
- 海南・みなべ・紀伊田辺・南紀白浜行 「ホワイトビーチシャトル」 （西武観光バス、明光バス）
- 岡山・倉敷行 「京浜吉備ドリーム号」 （JRバス中国）
- 岡山・広島行「青春ドリーム岡山・広島号」（JRバス中国）
- 岡山・広島行 「O.T.B.ライナー」（オー・ティー・ビー）
- 津山・岡山行「ルブラン号」（東北急行バス・両備バス）
- 松江・出雲行 「キラキラ号」（旅バス）
- 高松・松山行 「JAMJAMライナー」（ジャムジャムエクスプレス）
- 北九州・福岡行 「ロイヤルエクスプレス」（ロイヤルバス）

### 廃止路線
- 山口・下関行 「ふくふく東京号」 （サンデン交通・中国ジェイアールバス）
  - 2005年4月20日よりYCAT乗り入れ開始。2006年11月30日廃止。
- 米原・彦根・大津行 「京都びわこドリーム号」 （西武観光バス・西日本JRバス）
  - 2008年4月22日よりYCAT乗り入れ開始。2019年11月11日、ドリームさいたま号と路線統合され運行終了。
- 松山・伊予・宇和島行 「大宮・池袋 - 宇和島線」（西武観光バス・宇和島自動車）
  - 2015年1月6日運行休止。
- 福岡行「Lions Express」（西武観光バス・西鉄高速バス）
  - 2015年5月16日運行休止。
- 草津・京都・大阪行「ドリームさいたま号」（西武観光バス・西日本JRバス）
  - 2020年12月1日運行休止。